# Juntos por Chiapas (álbum)
Juntos por Chiapas es un álbum recopilatorio, de varios intérpretes en beneficio de una comunidad mundial menos favorecida; en el que todos los artistas han decidido donar las regalías, producto del disco para mejorar las condiciones de vida en las comunidades indígenas de Chiapas, México. Fue editado en 1997, en formato digital de disco compacto (CD) para México y Argentina y en Colombia en formato de cinta magnética de audio (casete), con algunas variaciones en su contenido, para Sudamérica (En donde se llamó Chiapas) contiene quince (15) y para Norteamérica dieciséis (16) canciones.
El disco cuenta con una carátula diseñada por Rosario Telvini. La venta de este álbum genera fondos, que serán destinados a mejorar las condiciones de vida de las comunidades indígenas de Chiapas, México.

## Lista de canciones

### Edición mexicana en CD[1]
| N.º   | Título                                                 | Escritor(es)                                           | Intérprete                      | Duración |  |
| 1.    | «Flores de Color de la Mentira» (Homenaje a Revueltas) | R. Albarrán                                            | Café Tacvba                     | 3:51     |  |
| 2.    | «La Dignidad Rebelde»                                  | J. Calamaro, El Sup y C. Sorokin                       | El Sup                          | 3:02     |  |
| 3.    | «Soy Quien no ha de Morir»                             | P. Irigaray, D. Arnedo, R. Mollo, O. Mollo y J. Araujo | Divididos                       | 2:21     |  |
| 4.    | «Nubosidad Variable»                                   | E. Horvilleur y D. Spinetta                            | Illya Kuryaki & The Valderramas | 3:31     |  |
| 5.    | «Media Verónica»                                       | Andrés Calamaro                                        | Andrés Calamaro                 | 3:55     |  |
| 6.    | «Flores Secas» (En vivo)                               | Á. Henríquez y R. Lindl                                | Los Tres                        | 4:02     |  |
| 7.    | «El Señor Durito y Yo»                                 | León Gieco                                             | León Gieco                      | 4:30     |  |
| 8.    | «Alabada Sea la Sangre Latina»                         | J. Calamaro y Gitano                                   | Los Guarros                     | 3:45     |  |
| 9.    | «Fuerte Apache»                                        | Fito Páez                                              | Fito Páez                       | 5:17     |  |
| 10.   | «Uns Dias»                                             | H. Vianna                                              | Paralamas                       | 4:06     |  |
| 11.   | «Desarma y Sangra»                                     | Charly García                                          | Charly García                   | 3:52     |  |
| 12.   | «Sobreviviendo»                                        | V. Heredia                                             | Mercedes Sosa                   | 5:33     |  |
| 13.   | «Lacandona»                                            | J. Calamaro y El Sup                                   | El Sup                          | 1:05     |  |
| 14.   | «La Tormenta»                                          | La Maldita Vecindad y los Hijos del Quinto Patio       | Maldita Vecindad                | 3:43     |  |
| 15.   | «Epidemia»                                             | Álex Lora                                              | El Tri                          | 4:17     |  |
| 16.   | «Navegar»                                              | G. Briseño                                             | Serpiente Sobre Ruedas          | 5:55     |  |
| 63:00 |                                                        |                                                        |                                 |          |  |

### Edición argentina en CD[2]
| CD Chiapas |                                                        |                                                        |                                 |             |  |
| N.º        | Título                                                 | Escritor(es)                                           | Intérprete                      | Duración    |  |
| 1.         | «Flores de Color de la Mentira» (Homenaje a Revueltas) | R. Albarrán                                            | Café Tacvba                     | 3:51        |  |
| 2.         | «La Dignidad Rebelde»                                  | C. Sorokin, J. Calamaro y El Sup                       | El Sup                          | 3:02        |  |
| 3.         | «Soy Quien no ha de Morir»                             | P. Irigaray, D. Arnedo, J. Araujo, O. Mollo y R. Mollo | Divididos                       | 2:21        |  |
| 4.         | «Nubosidad Variable»                                   | D. Spinetta y E. Horvilleur                            | Illya Kuryaki & The Valderramas | 3:31        |  |
| 5.         | «Media Verónica»                                       | Andrés Calamaro                                        | Andrés Calamaro                 | 3:55        |  |
| 6.         | «Flores Secas» (En vivo)                               | Á. Henríquez y R. Lindl                                | Los Tres                        | 4:02        |  |
| 7.         | «El Señor Durito y Yo»                                 | León Gieco                                             | León Gieco                      | 4:30        |  |
| 8.         | «Alabada Sea la Sangre Latina»                         | J. Calamaro y Gitano                                   | Los Guarros                     | 3:45        |  |
| 9.         | «Fuerte Apache»                                        | Fito Páez                                              | Fito Páez                       | 5:17        |  |
| 10.        | «Uns Dias»                                             | H. Vianna                                              | Paralamas                       | 4:06        |  |
| 11.        | «Desarma y Sangra»                                     | Charly García                                          | Charly García                   | 3:52        |  |
| 12.        | «Sobreviviendo / Lacandona»                            | V. Heredia / J. Calamaro y El Sup                      | Mercedes Sosa / El Sup          | 5:33 / 1:05 |  |
| 13.        | «La Tormenta»                                          | La Maldita Vecindad y los Hijos del Quinto Patio       | Maldita Vecindad                | 3:43        |  |
| 14.        | «Navegar»                                              | G. Briseño                                             | Serpiente Sobre Ruedas          | 5:55        |  |
| 58:43      |                                                        |                                                        |                                 |             |  |

### Edición colombiana en Casete[3]
| Lado A |                                                        |                                                        |          |  |
| N.º    | Título                                                 | Escritor(es)                                           | Duración |  |
| 1.     | «Flores de Color de la Mentira» (Homenaje a Revueltas) | R. Albarrán                                            | 3:51     |  |
| 2.     | «La Dignidad Rebelde»                                  | J. Calamaro, El Sup y C. Sorokin                       | 3:02     |  |
| 3.     | «Soy Quien no ha de Morir»                             | P. Irigaray, D. Arnedo, R. Mollo, O. Mollo y J. Araujo | 2:21     |  |
| 4.     | «Nubosidad Variable»                                   | E. Horvilleur y D. Spinetta                            | 3:31     |  |
| 5.     | «Media Verónica»                                       | Andrés Calamaro                                        | 3:55     |  |
| 6.     | «Flores Secas» (En vivo)                               | Á. Henríquez y R. Lindl                                | 4:02     |  |
| 7.     | «El Señor Durito y Yo»                                 | León Gieco                                             | 4:30     |  |
| 8.     | «Alabada Sea la Sangre Latina»                         | J. Calamaro y Gitano                                   | 3:45     |  |

| Lado B |                    |                                                  |          |  |
| N.º    | Título             | Escritor(es)                                     | Duración |  |
| 9.     | «Fuerte Apache»    | Fito Páez                                        | 5:17     |  |
| 10.    | «Uns Dias»         | H. Vianna                                        | 4:06     |  |
| 11.    | «Desarma y Sangra» | Charly García                                    | 3:52     |  |
| 12.    | «Sobreviviendo»    | V. Heredia                                       | 5:33     |  |
| 13.    | «Lacandona»        | J. Calamaro y El Sup                             | 1:05     |  |
| 14.    | «La Tormenta»      | La Maldita Vecindad y los Hijos del Quinto Patio | 3:43     |  |
| 15.    | «Epidemia»         | Álex Lora                                        | 4:17     |  |
| 16.    | «Navegar»          | G. Briseño                                       | 5:55     |  |
| 63:00  |                    |                                                  |          |  |

## Créditos
- Flores de Color de la Mentira

Vocales - R. Albarrán

Contrabajo – Enrique "Quique" Rangel

Guitarras – Emmanuel del Real Díaz y Joselo Rangel

Guitarrón – Gustavo Santaolalla

Percusión – Luis Conte

Vibráfono – Bob Leatherbarrow

Grabado y mezclado en "Music Grinder" y en "The Enterprise" – Tony Peluso
- La Dignidad Rebelde

Vocales – El Sup

Saxo Soprano – Frank Hasseldorff

Guitarra, Bajo, Piano [Wurlitzer] – C. Sorokin

Teclados – J. Calamaro

Batería – Marcelo Mira

Grabación – Javier Calamaro
- Soy Quien no ha de Morir

Guitarra, Vocales – R. Mollo

Guitarra, Coros – O. Mollo

Bajo – D. Arnedo

Batería – J. Araujo

Grabado y mezclado en "La Diosa Salvaje" – Walter Chacón
- Nubosidad Variable

Guitarra, Vocales – D. Spinetta

Vocales, Bajo [Mutron] – E. Horvilleur

Guitarra Acústica – Pingül Verdirame

Batería – Gustavo Spinetta

Grabado y mezclado en "La Diosa Salvaje" – Adrián Bilbao y "Rantes" González

Cuerdas, Sintetizador [Rhodes], Sintetizador [Gangsta Synth], Ejecutante [Mondo Tremolo], Producción y Programación – Claudio Cardone
- Media Verónica

Vocales, Piano, Órgano, Bajo, Batería, Productor, Grabación y mezcla en "Estudio Sintonía" – Andrés Calamaro

Guitarra Solista  – Clota Ponieman

Grabado y mezclado en "Estudio Sintonía" – Eduardo Ruiz
- Flores Secas

Vocales, Guitarra – Á. Henríquez 

Contrabajo – R. Lindl

Primera guitarra – Ángel Parra

Batería – Francisco Molina

Mezcla "Estudios Master" – Joaquín García

Grabación (En vivo en Santiago de Chile, septiembre de 1996)  – Alejandro Lyon
- El Señor Durito y Yo

Vocales, Guitarra – León Gieco

Acordeón, Bajo Vertical Eléctrico – Luis Gurevich

Coros – Javier Calamaro, León Gieco y Luis Gurevich

Cuatro, Percusión – Pablo Trossman

Quena, Quenacho – Hernán Pagola

Grabado y mezclado en "El Pie" – Walter Chacón
- Alabada sea la Sangre Latina

Vocales, Órgano, Grabación y Mezcla – J. Calamaro

Guitarra – Gitano

Bajo – Daniel Leonetti

Batería – Marcelo Mira
- Fuerte Apache

Vocales, Piano, Teclados – F. Paez

Bajo – Guillermo Vadalá

Coros – Fabi Cantilo

Drum Programming – Chofi Faruolo

Guitarra – Gabriel Carambula

Masterización – Bruno Opitz

Grabación y Mezcla – Mariano López
- Uns Dias

Vocales, Guitarra – Herbert Vianna

Percusionista [Bendir] – Ramiro Musotto

Percusionista [Derbake], Pandeiro – Joao Barone

Grabación y Mezcla, Productor – Carlos Savalla
- Desarma y Sangra

Vocales, Piano, Guitarra – C. García

Contrabajo – Rubén Giorgis

Grabación en "Say No More" – Marcos Sanz

Viola – Dionisio Rodríguez

Violoncello – Belén Guerra, Víctor Gil
- Sobreviviendo

Vocales – Mercedes Sosa

Bajo – Carlos Genoni

Coros – Beatriz Muñoz

Batería – Rubén Lobo

Guitarra – Nicolas Brizuela

Piano, Órgano – Popi Spatocco

Grabación y Mezcla en "El Pie" – Jorge "Portugues" Da Silva
- Lacandona

Vocales – El Sup

Ejecutante [Ambientes Lacandones], Arreglos [Diseño de sonido] – J. Calamaro

Arreglos [Diseño de sonido] – Mario Breuer
- Epidemia

Productor, Mezcla, Vocales, Bajo – Alex Lora

Coros – Chela Lora

Coros – Antonio González (Fantini), Antonio Rosales, El Tri, Eva de La Cruz, Hazael Rivas, José Gallegos, Julie Kaplan, Maura García, Rosalinda Salgado, Susana Rivas y Viry García

Guitarras – Eduardo Chico, Óscar Zárate

Saxo – Ronnie Laws

Piano, Órgano – Lalo Toral

Batería – Ramón Pérez

Armónica – Rafael Salgado

Productor, Mezcla – Jim Gaines
- La Tormenta

Vocales – Roco

Bajo – Aldo

Saxo, Guitarra – Sax

Jarana, Guitarra – Pato

Percusión – Pelusa

Músicos invitados – Carlos Rivarola, Javier Rico
- Navegar

Bajo – Jorge Rosell

Chelo – Armando Vega-Gil

Órgano – G. Briseño

Guitarra, Dirección de Arte, Arreglos – Gerry Rosado

Vocales, Guitarra – Manuel Suaréz

Vocales – Pedro Valdez, Paco Barrios, Arturo Ruelas, Hugo González, Tere Estrada, Demex, Memo Briseño, Kiko Rodríguez, Nayeli Nesme, Lilian Lozano, Laura Cuevas, Gerardo y Pepe y Jorge "Ziggy" Fratta

Vocales, Productor Ejecutivo – Pablo Spravkin

Batería – Juan Carlos Novello

Secuencias – Gerry Zarate y Alfonso Zarate

Grabación en "Estudios Metztl" – Gerry Rosado

Grabación en "Estudios Metztli" – Federico Luna

Mezcla en "Estudios Kaina" – Dennis Parker

Productora Ejecutiva – Claudia Mancera
- Concepto de carátula por
- Arte y diseño por Rosario Telvini
- Producción ejecutiva por Fundación Artistas Solidarios, Serpiente sobre Ruedas
- Coordinación de proyecto por Javier Calamaro
- Masterización – Mario Breuer
- Productor – Andrés Calamaro
- Coordinator [En México] – Pablo Spravkin
- Personal [Prensa] – Buenos Aires Press, Candela Booth, Diego Perri y Liliana Amuchástegui